# Blepharita albilinea
Blepharita albilinea là một loài bướm đêm trong họ Noctuidae.